# Listopad 2014

## 30 listopada
- W Polsce odbyła się druga tura wyborów samorządowych. (wp.pl)
- Kilka osób zginęło w wyniku powodzi, które dotknęły południową część Francji. Żywioł spowodował poważne zniszczenia w departamencie Var. (onet.pl)
- Jedna osoba zginęła, a 11 zostało ciężko rannych w wyniku starć kibiców Atlético Madryt i Deportivo La Coruña przed meczem tych drużyn w 13. kolejce hiszpańskiej Primera División. (wp.pl)
- W Hongkongu doszło do starć między policją a kilkutysięcznym tłumem usiłującym otoczyć budynki rządowe. Policja użyła pałek i gazu pieprzowego. (onet.pl)
- W Niemczech ewakuowano niemal 20 tys. osób z powodu zagrożenia eksplozją znalezionej bomby z czasów II wojny światowej. (wp.pl)
- W Mołdawii odbyły się wybory parlamentarne. (polskieradio.pl)
- W Szwajcarii odbyło się referendum. Szwajcarzy w głosowaniu odrzucili zwiększenie rezerw złota, zaostrzenie kwot imigracyjnych, a także zniesienie ulgi podatkowej dla zamożnych cudzoziemców. (polskieradio.pl)
- Polka Maria Ślązak stanęła na czele Rady Adwokatur i Stowarzyszeń Prawniczych Europy, najważniejszej europejskiej organizacji prawniczej, zrzeszającej ponad milion członków. (wp.pl)
- Do australijskiej marynarki wojennej przyjęto do służby duży okręt desantowy HMAS Canberra, który jest największą jednostką wojenną w historii Australii. (tvn24.pl

## 29 listopada
- 35 więźniów z zakładu karnego w Uribana w Wenezueli nie żyje, a 20 jest w śpiączce. Skazańcy umyślnie przedawkowali leki, które zdobyli siłą wdzierając się do więziennego szpitala. (wp.pl)
- 11 osób zginęło, a 29 zostało rannych w wypadku autobusu, do którego doszło w górzystym terenie w zachodnim Nepalu. (onet.pl)
- Światowa Organizacja Zdrowia podała, że wirusem ebola zaraziło się już ponad 16 tysięcy mieszkańców zachodniej Afryki, z czego 6928 z nich zmarło. (polskieradio.pl)
- Sąd w Kairze oczyścił byłego prezydenta Egiptu Husniego Mubaraka z zarzutu wydania rozkazu krwawego stłumienia antyprezydenckich protestów w 2011 r., w których zginęło kilkuset demonstrantów. (wp.pl)
- Były prezydent Francji Nicolas Sarkozy został wybrany w internetowym głosowaniu na nowego szefa partii Unia na rzecz Ruchu Ludowego. Sarkozy uzyskał 64,5% głosów. (onet.pl)
- W konkursie Pucharu Świata w skokach narciarskich w fińskiej Ruce zwyciężyli ex aequo Szwajcar Simon Ammann i Japończyk Noriaki Kasai. Trzeci był Niemiec Severin Freund. (wp.pl)

## 28 listopada
- Co najmniej 120 osób zginęło, a 270 zostało rannych na skutek zamachu w meczecie w Kano na północy Nigerii. Dwóch zamachowców samobójców wysadziło się w powietrze w świątyni, a ok. 15 uzbrojonych napastników strzelało do ludzi uciekających z meczetu. (wp.pl)
- 15 osób zginęło, a 14 zostało rannych w zamachu w Sinciang, regionie autonomicznym w północno-zachodnich Chinach. (wp.pl)
- W Meksyku w mieście Chilapa odkryto kolejny masowy grób z 11 ciałami, z których część nie miała głów, a wszystkie były spalone. (tvn24.pl)
- Austriacka policja zatrzymała 13 osób w ramach operacji przeciwko dżihadystom, podejrzanym o radykalizowanie młodych ludzi i nakłanianie ich do wstępowania w szeregi ugrupowań islamistycznych w Syrii. (tvn24.pl)
- W Finlandii zalegalizowano małżeństwa osób tej samej płci. (polskieradio.pl)
- Papież Franciszek rozpoczął trzydniową wizytę w Turcji. (wp.pl)
- W Poznaniu w wieku 103 lat zmarła Wanda Błeńska, polska lekarka i misjonarka, nazywana „matką trędowatych”. (gloswielkopolski.pl)
- W wieku 79 lat zmarł Frank Yablans, amerykański producent filmowy i były szef wytwórni filmowej Paramount Pictures. (wp.pl)
- Ministerstwo obrony Rosji poinformowało o kolejnym pomyślnym przeprowadzeniu próby z nową międzykontynentalną rakietą balistyczną Buława. (onet.pl)
- W konkursie Pucharu Świata w skokach narciarskich w fińskiej Ruce zwyciężył Szwajcar Simon Ammann, drugi był Japończyk Daiki Itō, natomiast trzeci Noriaki Kasai. (wp.pl)

## 27 listopada
- 40 ludzi zginęło w wybuchu bomby umieszczonej przy dworcu autobusowym w północno-wschodniej Nigerii. (tvn24.pl)
- W Afganistanie zamachowiec zaatakował brytyjski pojazd dyplomatyczny, w wyniku czego zginęło pięć osób (w tym czterech Afgańczyków i obywatel Wielkiej Brytanii), a kilkudziesięciu przechodniów zostało rannych. (polskieradio.pl)
- Policja aresztowała już ponad 400 osób w Ferguson w stanie Missouri oraz Bostonie, Nowym Jorku, Los Angeles, Dallas i Atlancie, gdzie doszło do protestów po decyzji ławy przysięgłych o niepostawieniu w stan oskarżenia białego policjanta. (wp.pl)
- Rada Najwyższa Ukrainy zatwierdziła na stanowisku premiera dotychczasowego szefa rządu Arsenija Jaceniuka. Jego kandydaturę poparło w głosowaniu 341 parlamentarzystów. (wp.pl)
- Prezydent Białorusi Alaksandr Łukaszenka mianował generała Andreja Raukou na nowego ministra obrony. (polskieradio.pl)
- W wieku 85 lat zmarł Stanisław Mikulski, polski aktor znany głównie z serialu Stawka większa niż życie. (gazeta.pl)

## 26 listopada
- 24 osoby zginęły, a 52 zostały ranne w wyniku pożaru wywołanego podziemnymi wstrząsami, do którego doszło w kopalni węgla kamiennego w prowincji Liaoning w północno-wschodnich Chinach. (polskieradio.pl)
- W północnej części Kairu runął ośmiopiętrowy budynek mieszkalny, w wyniku czego pod gruzami zginęło co najmniej 19 osób. (onet.pl)
- Dwie osoby zginęły, a trzy trafiły do szpitala po strzelaninie w domu opieki w niemieckim Hamm. Napastnik po oddaniu kilkunastu strzałów, popełnił samobójstwo. (wp.pl)
- W wyniku kolejnych starć w Hongkongu między policją a prodemokratycznymi demonstrantami okupującymi handlową część półwyspu, 116 osób zostało aresztowanych, a ok. 170 rannych. (tvn24.pl)
- Egipski sąd skazał 78 nastolatków na dwa do pięciu lat więzienia za przynależność do organizacji terrorystycznej. (onet.pl)
- W Bułgarii zatrzymano 26 osób, z których siedem oskarżono o propagowanie dżihadu i szerzenie ideologii Państwa Islamskiego. (onet.pl)
- Chirurdzy ze szpitala w Bostonie w USA w trakcie jednej operacji przyszyli 40-letniemu pacjentowi dwie ręce, które pochodziły od anonimowego dawcy. (wp.pl)
- W Parlamencie Europejskim w Strasburgu przyznano Nagrodę Sacharowa Denisowi Mukwege, kongijskiemu lekarzowi pomagającemu ofiarom gwałtów. (wp.pl)
- Na aukcji sprzedano brytyjskiemu kolekcjonerowi za 189 tys. funtów prawie kompletny szkielet mamuta włochatego, który wyginął 10 tys. lat temu. (polskieradio.pl)

## 25 listopada
- Co najmniej 30 osób zginęło w zamachu bombowym przeprowadzonym przez dwie terrorystki samobójczynie na zatłoczonym targowisku w nigeryjskim mieście Maiduguri. (onet.pl)
- 61 osób aresztowano w Ferguson w USA, gdzie doszło do zamieszek w nocy z poniedziałku na wtorek, gdy białemu policjantowi nie postawiono zarzutów w sprawie zastrzelenia czarnoskórego nastolatka. (onet.pl)
- Rosja przejęła kontrolę nad Abchazją poprzez podpisanie układu o sojuszu i partnerstwie strategicznym. Umowa na 10 lat została podpisana w Soczi przez Władimira Putina i samozwańczego przywódcę Abchazji Raula Chadżimbę. (wp.pl)

## 24 listopada
- Kenijska armia przeprowadziła operację przeciwko somalijskim islamistom z organizacji Asz-Szabab, zabijając ponad 100 ekstremistów. (wp.pl)
- Co najmniej 32 osoby poniosły śmierć wskutek ulewnych deszczów, które nawiedziły południowe Maroko. (onet.pl)
- 47 osób zginęło w zachodnim Nepalu w wyniku katastrofy autobusu, który spadł ze skarpy i wpadł do rzeki. (onet.pl)
- Amerykański sekretarz obrony Chuck Hagel podał się do dymisji, która została przyjęta przez prezydenta Baracka Obamę. (wp.pl)
- Po sześciu godzinach lotu rosyjski statek kosmiczny Sojuz z trzyosobową załogą przycumował do Międzynarodowej Stacji Kosmicznej. (tvn24.pl)
- Prezydent Barack Obama odznaczył 18 osób Prezydenckim Medalem Wolności. Wśród uhonorowanych znaleźli się m.in. aktorka Meryl Streep i piosenkarz Stevie Wonder. (wp.pl)
- Międzynarodowy Związek Telekomunikacyjny podał, że na świecie są już trzy miliardy internautów. (wp.pl)
- Na aukcji w Londynie sprzedano za 380 tys. funtów gitarę elektryczną Johna Lennona, na której grał w okresie największej popularności zespołu The Beatles. (polskieradio.pl)

## 23 listopada
- W Afganistanie w czasie turnieju siatkarskiego doszło do samobójczego ataku, w wyniku którego zginęło co najmniej 45 osób, a 50 zostało rannych. (wp.pl)
- Bojownicy z islamistycznego ugrupowania Boko Haram zabili 48 handlarzy rybami w stanie Borno, na północnym wschodzie Nigerii. (tvn24.pl)
- Dziesiątki tysięcy osób wzięło udział w Madrycie w demonstracji na rzecz ograniczenia możliwości przerywania ciąży. (tvn24.pl)
- Trzęsienie ziemi o sile 5,9 stopni w skali Richtera wystąpiło w słabo zaludnionym górzystym rejonie zachodnich Chin. Co najmniej 2 osoby poniosły śmierć, a 54 zostały ranne. Epicentrum wstrząsów znajdowało się w odległości ok. 30 km od miasta Kangding, w prowincji Syczuan (wp.pl)
- We wschodniej Rumunii wystąpiło trzęsienie ziemi o sile 5,7 w skali Richtera. (tvn24.pl)
- Szwajcaria pokonała Francję 3:1 w finale Pucharu Davisa – najbardziej prestiżowych drużynowych rozgrywkach mężczyzn w tenisie ziemnym. (sport.pl)
- Roman Koudelka wygrał pierwszy indywidualny konkurs PŚ sezonu 2014/2015. Kamil Stoch nie wziął udziału w zawodach. Do drugiej serii awansowali jedynie Piotr Żyła (zajął 14. miejsce) i Maciej Kot (29. miejsce). (przegladsportowy.pl)
- Akwarela przedstawiająca urząd stanu cywilnego w Monachium autorstwa Adolfa Hitlera została sprzedana na aukcji w Norymberdze za 130 tys. euro. (wp.pl)
- Norweg Magnus Carlsen pokonał 6,5:4,5 Hindusa Viswanathana Ananda w rozegranym w Soczi meczu o mistrzostwo świata w szachach. (sport.wp.pl)
- Brytyjczyk Lewis Hamilton (Mercedes GP) został mistrzem świata Formuły 1 w sezonie 2014. (interia.pl, formula1.com)

## 22 listopada
- Terroryści z działającej w Somalii islamistycznej organizacji Asz-Szabab porwali autobus na północnym wschodzie Kenii i zabili 28 pasażerów. (polskieradio.pl)
- Od początku międzynarodowej interwencji przeciwko Państwu Islamskiemu w Syrii zginęło prawie 800 dżihadystów oraz 52 cywili. (tvn24.pl)
- W pięciogwiazdkowym hotelu Churchill Hyatt Regency w centrum Londynu doszło do silnej eksplozji gazu, w wyniku czego zostało rannych co najmniej 14 osób. (wp.pl)
- Prezydent Barack Obama podpisał dekret imigracyjny, w wyniku którego prawie 5 mln z ponad 11 mln nielegalnych imigrantów w USA otrzyma ochronę przed deportacją. (wp.pl)
- Były socjalistyczny premier Portugalii José Sócrates został aresztowany w związku dochodzeniem dotyczącym oszustw podatkowych, prania brudnych pieniędzy i korupcji. (wp.pl)
- W prefekturze Nagano na japońskiej wyspie Honsiu miało miejsce trzęsienie ziemi o sile 6,8 stopni w skali Richtera. Co najmniej 57 osób zostało rannych. Epicentrum wstrząsów znalazło się na głębokości ok. 10 km. (onet.pl)
- Polscy skoczkowie narciarscy zajęli 9. miejsce w konkursie drużynowym Pucharu Świata w niemieckim Klingenthal. Wygrali Niemcy przed Japonią i Norwegią.

## 21 listopada
- W katastrofie wojskowego śmigłowca IAR-330 Puma niedaleko miasta Malancravw w Rumunii zginęło ośmiu członków załogi, a dwie osoby zostały ranne. (wp.pl)
- Pięć partii, które weszły do Rady Najwyższej Ukrainy w wyniku październikowych wyborów parlamentarnych (Blok Petra Poroszenki, Front Ludowy, Samopomoc, Partia Radykalna Ołeha Laszki i Batkiwszczyna) parafowało projekt umowy koalicyjnej. (tvn24.pl)
- Senator John McCain z Arizony został wyróżniony w nowojorskim konsulacie RP nagrodą „The Spirit of Jan Karski”. (polskieradio.pl)
- Na aukcji w Nowym Jorku sprzedano obraz Georgii O’Keeffe pt. „Jimson Weed/White Flower No. 1” za 44 mln dolarów. Z kolei obraz „Trzy studia do portretu Luciana Freuda” autorstwa Francisa Bacona sprzedano za 142,4 mln dolarów. (tvn24.pl)

## 20 listopada
- Siedem osób zginęło wskutek ataku nożownika w szpitalu w Beidaihe, nadmorskim kurorcie na północnym wschodzie Chin. (wp.pl)
- Siedem osób zginęło w północnej części stanu Nowy Jork w USA z powodu burzy śnieżnej. (wp.pl)
- W nalotach USA zginął Taleb Husein al-Hamduni, strateg Państwa Islamskiego i gubernator Mosulu. (tvn24.pl)
- Według ONZ na wschodzie Ukrainy w walkach między siłami rządowymi a prorosyjskimi separatystami zginęło od połowy kwietnia 2014 ponad 4300 osób. (tvn24.pl)
- W wieku 88 lat zmarła María del Rosario Cayetana Fitz-James Stuart y Silva, księżna Alby i jedna z najbogatszych kobiet w Hiszpanii. (wp.pl)
- Amerykańska Narodowa Służba Oceaniczna i Meteorologiczna poinformowała, że tegoroczny październik był najgorętszy na całym świecie od 1880 roku. (onet.pl)
- Odbyła się oficjalna premiera książki pt. Felix, Net i Nika oraz Sekret Czerwonej Hańczy.

## 19 listopada
- Co najmniej sześć osób zginęło, a 22 zostały ranne w eksplozji samochodu-pułapki w stolicy irackiego Kurdystanu. (polskieradio.pl)
- Silne opady deszczu wywołały powodzie na zachodzie Albanii, w wyniku których zginęły trzy osoby. (polskieradio.pl)
- Tysiące studentów demonstrowało w Londynie przeciwko rosnącym kosztom wyższej edukacji, które na wielu uczelniach sięgają 9 tysięcy funtów rocznie. (polskieradio.pl)
- Władze Hondurasu potwierdziły, że Miss tego kraju María José Alvarado oraz jej siostra Sofia Trinidad zostały znalezione martwe. (wp.pl)
- Szef Krajowego Biura Wyborczego Kazimierz Czaplicki podał się do dymisji. (wp.pl)
- Podpułkownik Isaac Zida, który przejął władzę w Burkina Faso po ustąpieniu prezydenta Blaise’a Compaore, został mianowany nowym premierem. (onet.pl)
- W wieku 83 lat zmarł Mike Nichols, amerykański reżyser i laureat Oscara za film Absolwent. (polskieradio.pl)

## 18 listopada
- Dwóch mężczyzn, uzbrojonych w noże, siekiery i pistolety, wtargnęło do synagogi w zachodniej Jerozolimie i zaatakowało modlących się tam ludzi, w wyniku czego zginęło pięć osób, a dziewięć zostało rannych. Izraelska policja zastrzeliła obu napastników. (tvn24.pl)
- Służba Bezpieczeństwa Ukrainy poinformowała o zatrzymaniu 12-osobowej grupy terrorystycznej, która miała przygotowywać zamachy w Charkowie. (wp.pl)
- Trzęsienie ziemi o sile 5,4 stopnia w skali Richtera nawiedziło stolicę Grecji Ateny. Epicentrum wstrząsów znajdowało się 120 km na północ od miasta. (wp.pl)
- Lądownik Philae wykrył na komecie 67P/Czuriumow-Gierasimienko związki organiczne. (onet.pl)
- Reprezentacja Polski zremisowała ze Szwajcarami 2:2 (1:1) w towarzyskim meczu rozegranym we Wrocławiu. (wp.pl)
- Redaktor naczelny „Gazety Wyborczej” Adam Michnik został laureatem litewskiej Nagrody Wolności. (onet.pl)

## 17 listopada
- Powodzie i lawiny błotne nawiedziły Szwajcarię, Włochy i Francję. Na granicy szwajcarsko-włoskiej, w okolicy jeziora Lago Maggiore zginęły co najmniej 4 osoby w osunięciu się błota na domy mieszkalne. (wp.pl)
- Według Syryjskiego Obserwatorium Praw Człowieka w wyniku działalności Państwa Islamskiego zginęło w ostatnich miesiącach 1432 Syryjczyków, z czego niemal 900 to cywile. (polskieradio.pl)
- Komisja spraw zagranicznych Parlamentu Europejskiego opowiedziała się za ratyfikacją umowy stowarzyszeniowej z Gruzją. Za było 48 posłów, jeden był przeciw, trzech wstrzymało się od głosu. (wp.pl)
- Klaus Iohannis został wybrany na prezydenta Rumunii, zdobywają 54,66% głosów w drugiej turze wyborów. (onet.pl)
- Chiński superkomputer Tianhe-2 już po raz czwarty znalazł się na pierwszym miejscu na publikowanym co pół roku rankingu komputerów o największej mocy obliczeniowej TOP500. (wp.pl)

## 16 listopada
- Na terenie Polski odbyły się wybory samorządowe. Frekwencja wyniosła ok. 46,4%. (polskieradio.pl)
- Na miejscu katastrofy rozbitego malezyjskiego samolotu pasażerskiego rozpoczęło się wywożenie szczątków ze wschodniej Ukrainy do Holandii, gdzie wrak zostanie zbadany. (wp.pl)
- Na aukcji w podparyskim Fontainebleau sprzedano kapelusz Napoleona Bonaparte za 1 mln 884 tys. euro. Kupił go kolekcjoner z Korei Południowej. (wp.pl)
- W wieku 94 lat zmarła Jadwiga Piłsudska-Jaraczewska, młodsza córka marszałka Józefa Piłsudskiego. (rp.pl)
- Zakończyły się, rozgrywane w Ałmaty mistrzostwa świata w podnoszeniu ciężarów. (Sportowefakty.pl)
- Zwycięzcami rozegranego w Londynie turnieju ATP World Tour Finals zostali: w grze singlowej Serb Novak Đoković (kontuzja uniemożliwiła występ w finale jego przeciwnikowi – Szwajcarowi Rogerowi Federerowi), zaś w deblu Amerykanie Bob i Mike Bryanowie. (Sportowefakty.pl, atpworldtour.com)

## 15 listopada
- Co najmniej pięciu cywilów zginęło, a 12 zostało rannych w wyniku ostrzelania dzielnicy mieszkalnej w Gorłówce pod Donieckiem. Natomiast według ONZ liczba ofiar konfliktu na wschodzie Ukrainy przekroczyła już 4 tys. osób. (wp.pl)
- Od początku wybuchu konfliktu na Ukrainie przynajmniej 460 tys. osób musiało opuścić swoje domy. (wp.pl)
- Co najmniej cztery osoby zginęły w wyniku nawałnic, jakie przeszły nad południową Francją. (wp.pl)
- Około 30 tys. ludzi protestowało w Tbilisi przeciw polityce Rosji wobec separatystycznych republik Abchazji i Osetii Południowej na terenie Gruzji. (polskieradio.pl)
- 30 tys. osób według organizatorów protestu, a około 8 tys. według policji demonstrowało w Paryżu przeciw rządowej polityce cięć oszczędnościowych. (onet.pl)
- 3 tys. osób wzięło udział w demonstracji przeciwko islamistom zorganizowanej w Hanowerze przez ruch „Chuligani przeciwko salafitom”. Nie doszło do poważniejszych incydentów. (wp.pl)
- W bułgarskim mieście Belene nad Dunajem odsłonięto pomnik papieża Jana Pawła II. W uroczystości uczestniczył prezydent Bułgarii Rosen Plewneliew. (polskieradio.pl)
- W rejonie wysp Moluków na wschodzie Indonezji wystąpiło trzęsienie ziemi o sile 7,3 stopni w skali Richtera. Epicentrum miało miejsce na głębokości 47 km pod dnem morskim, w odległości 134 km od wyspy Ternate. Potem wystąpiły wstrząsy o sile 6,2 stopni u wybrzeży Sulawesi. (tvn24.pl)
- Reprezentant Włoch Vincenzo Cantiello zwyciężył z piosenką „Tu primo grande amore” podczas Konkursu Piosenki Eurowizji dla Dzieci 2014, który odbył się na Malcie. Łącznie na koncie włoskiej piosenki znalazło się 159 punktów, w tym 4 dwunastki z San Marino, Czarnogóry, Słowenii oraz od międzynarodowego dziecięcego jury. Drugie miejsce zajęła powracająca Bułgaria z utworem „Planet of the Children”, trzecie zaś reprezentantka Armenii z „People of the Sun”. (junioreurovision.tv)

## 14 listopada
- Rosja planuje opracowanie własnej Wikipedii, by zapewnić swym obywatelom „szczegółową i rzetelną” informację o życiu i rozwoju kraju. (wp.pl)
- Reprezentacja Polski pokonała w Tbilisi Gruzję 4:0 w meczu grupy D eliminacji Euro 2016. (wp.pl)

## 13 listopada
- Co najmniej 16 osób zostało lekko rannych po wybuchu małej bomby domowej roboty w kairskim metrze. (wp.pl)
- 11 bośniackich islamistów, podejrzanych o udział w walkach w Syrii i Iraku oraz finansowanie działalności terrorystycznej, zostało aresztowanych na terenie całego kraju. (polskieradio.pl)
- Parlament Europejski ratyfikował umowę stowarzyszeniową z Mołdawią. (polskieradio.pl)
- W Pekinie rozpoczął się III Festiwal Kultury Polskiej, którego organizatorem jest Stowarzyszenie im. Ludwiga van Beethovena wraz z Ministerstwem Kultury i Dziedzictwa Narodowego, Instytutem Adama Mickiewicza i Ambasadą RP w Pekinie. (polskieradio.pl)
- Lądownik Philae dostarczony przez sondę Rosetta wylądował na komecie 67P/Czuriumow-Gierasimienko. (polskieradio.pl)
- Prezydent Ukrainy Petro Poroszenko podpisał dekrety o świętowaniu co roku 21 listopada Dnia Godności i Wolności, a 22 stycznia Dnia Jedności Ukrainy. (onet.pl)
- W wieku 58 lat zmarł Kacha Bendukidze, autor liberalnych reform gospodarczych w postsowieckiej Gruzji. (tvn24bis.pl)

## 12 listopada
- 865 osób (746 bojowników IS, 68 członków Dżabhat an-Nusra i 50 cywilów) zginęło od rozpoczęcia pod koniec września nalotów międzynarodowej koalicji na pozycje dżihadystów z Państwa Islamskiego w Syrii. (tvn24.pl)
- Do 5160 wzrosła liczba ofiar śmiertelnych epidemii eboli w Gwinei, Liberii i Sierra Leone. Do tej pory odnotowano tam 14,098 zachorowań. (onet.pl)
- Po raz pierwszy statek kosmiczny wylądował na komecie. ESA, za pomocą sondy Rosetta, umieściła lądownik Philae na jądrze komety 67P/Czuriumow-Gierasimienko. (esa.int)
- Banki HSBC, RBS, Citibank, JPMorgan Chase i UBS zostały ukarane grzywnami o łącznej wysokości 2,5 mld euro za manipulowanie kursami wymian głównych walut. (onet.pl)
- Na aukcji biżuterii domu Christie’s sprzedano cejloński szafir znany jako „Niebieska piękność Azji” o wadze 392,52 karata za 17,29 mln dolarów. (onet.pl)

## 11 listopada
- Podczas Marszu Niepodległości w Warszawie 276 osób zostało zatrzymanych przez policję, a kilkadziesiąt zostało rannych, w tym 23 policjantów i 24 osoby cywilne. (interia.pl)
- Papież Franciszek powołał kolegium ds. nadużyć seksualnych, składające się z siedmiu kardynałów i biskupów, które będzie rozpatrywać odwołania od wyroków wydanych wobec duchowieństwa w sprawie nadużyć seksualnych. (polskieradio.pl)
- Amerykańska telewizja informacyjna CNN wstrzymała nadawanie w Federacji Rosyjskiej z powodu zmian w prawie medialnym. (interia.pl)
- Na aukcji w Genewie sprzedano złoty zegarek kieszonkowy zegarmistrzowskiej firmy Patek Philippe za 24 miliony dolarów. (polskieradio.pl)
- 32-letni Francuz Francois Gissy pobił światowy rekord prędkości na rowerze. Na torze na Francuskiej Riwierze, jadąc specjalnym rowerem z napędem rakietowym, osiągnął prędkość 333 km/h. (interia.pl)

## 10 listopada
- Co najmniej 56 osób zginęło, a 18 zostało rannych w rezultacie czołowego zderzenia autokaru z ciężarówką w pobliżu miasta Chairpur w prowincji Sind na południu Pakistanu. (polskieradio.pl)
- Co najmniej 48 osób zginęło, a 79 zostało rannych w samobójczym ataku w szkole średniej w mieście Potiskum, w północno-wschodniej Nigerii. (wp.pl)
- Centralna Komisja Wyborcza Ukrainy ogłosiła oficjalne wyniki wcześniejszych wyborów parlamentarnych. W głosowaniu zwyciężył Front Ludowy premiera Arsenija Jaceniuka, zdobywając 22,14% głosów. Na drugim miejscu znalazł się prezydencki Blok Petra Poroszenki, który uzyskał 21,81%. (wp.pl)
- Amerykańska poczta (USPS) poinformowała, że padła ofiarą ataku hakerskiego, w wyniku czego hakerzy mogli uzyskać dostęp do danych osobowych ok. 500 tys. pracowników poczty oraz części klientów. (wp.pl)
- W Korei Południowej rozpoczęły się 12-dniowe doroczne ćwiczenia wojskowe, w których weźmie udział 330 tys. żołnierzy. (polskieradio.pl)
- Na aukcji w domu aukcyjnym Sotheby’s zostały sprzedane obrazy Marka Rothko: „Bez tytułu” z 1970 r. za niemal 40 mln dolarów oraz drugi pt. „Żółte, pomarańczowe, żółte, jasne pomarańczowe” z 1957 r. za blisko 37 mln dolarów. (polskieradio.pl)
- W wieku 61 lat zmarł Marek Sobczak, długoletni członek polskiego Kabaretu Klika. (dziennik.pl, express.bydgoski.pl)

## 9 listopada
- Co najmniej 21 cywilów zginęło, a ok. 100 zostało rannych w nalotach syryjskich sił powietrznych na miasto Al-Bab w prowincji Aleppo. (polskieradio.pl)
- W katastrofie autobusu w Murcji na południu Hiszpanii zginęło 14 osób, a 36 jest rannych. (wp.pl)
- Dziewięć osób zginęło na Bahamach w katastrofie niewielkiego samolotu, który rozbił się na wyspie Wielka Bahama. (wp.pl)
- Rosja i Chiny podpisały w Pekinie szereg porozumień o współpracy obu państw w dziedzinie energetycznej, w tym porozumienie ws. drugiej, zachodniej drogi zaopatrzenia Chin w rosyjski gaz. (wp.pl)
- Czeszki pokonały Niemki 3:1 w finale Pucharu Federacji – najbardziej prestiżowych rozgrywek drużynowych w tenisie kobiet. (polski-tenis.pl)

## 8 listopada
- Pakistańskie wojsko odparło atak talibów na posterunek w miejscowości Bara w okręgu Khyber. Zginęło 17 bojowników. (wp.pl)
- Niemieckie MSW odrzuciło wniosek Związku Polaków w Niemczech o przyznanie mieszkającym w tym kraju Polakom statusu mniejszości narodowej. (polskieradio.pl)
- 55-letnia Loretta Lynch została mianowana przez prezydenta Baracka Obamę nowym prokuratorem generalnym Stanów Zjednoczonych. (onet.pl)

## 7 listopada
- Według władz Ukrainy 200 prorosyjskich separatystów zginęło przy próbie odbicia z rąk ukraińskich wojsk lotniska w Doniecku na wschodzie kraju. Ponadto zniszczone zostały cztery czołgi separatystów, dwa transportery opancerzone, dwie haubice D-30, jeden bojowy wóz piechoty. (wp.pl. polskieradio.pl)
- Do co najmniej dziesięciu eksplozji doszło w Strefie Gazy. Zaatakowane zostały domy i samochody członków umiarkowanej organizacji palestyńskiej Al-Fatah. (wp.pl)
- Zatrzymani członkowie gangu Guerreros Unidos przyznali się do zamordowania 43 studentów w Meksyku i spalenia ich zwłok. (wp.pl)
- Pochodzący z Siedmiogrodu w Rumunii Bernd Fabritius został wybrany na nowego przewodniczącego niemieckiego Związku Wypędzonych. Zastąpił na tym stanowisku Erikę Steinbach. (wp.pl)

## 6 listopada
- W wybuchu bomby w pociągu na północ od stolicy Egiptu zginęło dwóch policjantów i zostało rannych 11 osób. (wp.pl)
- Co najmniej 100 tys. ludzi przeszło ulicami Brukseli w demonstracji przeciwko planom oszczędnościowym nowego rządu Belgii. Doszło do starć protestujących z policją oraz spłonęło kilka samochodów. (wp.pl)
- Lider największej bułgarskiej partii GERB Bojko Borisow podpisał porozumienie koalicyjne z centroprawicowym Blokiem Reformatorskim. Poparcie dla koalicji wyraziły nacjonalistyczny Front Patriotyczny oraz centrolewicowa partia ABW. (onet.pl)
- Obraz Édouarda Maneta pt. „Wiosna” (portret aktorki Jeanne Demarsy) został sprzedany na aukcji w Nowym Jorku za 65,1 mln dolarów. (polskieradio.pl)
- Na Syberii na nizinie Jana-Indygirka w Jakucji odnaleziono kompletną i doskonale zachowaną dzięki wiecznej zmarzlinie mumię żubra stepowego, który wyginał ok. 11 tys. lat temu. (polskieradio.pl)
- W wieku 93 lat zmarł Manitas de Plata, gitarzysta muzyki flamenco, który przyczynił się do spopularyzowania jej na świecie. (polskieradio.pl)

## 5 listopada
- Co najmniej 11 dzieci zginęło w ataku moździerzowym na szkołę w miejscowości Kabun pod Damaszkiem. (wp.pl)
- Na Łotwie partie Jedność, Związek Zielonych i Chłopów oraz Sojusz Narodowy podpisały porozumienie o utworzeniu rządu koalicyjnego. Na czele gabinetu stanęła dotychczasowa premier Laimdota Straujuma. (tvn24.pl)
- Prezydent Rosji Władimir Putin po raz drugi z rzędu został ogłoszony przez magazyn „Forbes” najbardziej wpływową osobistością świata, wyprzedzając tym samym Baracka Obamę i Xi Jinpinga. (wp.pl)
- Rosyjskie media poinformowały, że przeprowadzono pomyślną próbę rakiety balistycznej Siniewa. (wp.pl)
- Według raportu Amnesty International Izrael popełnił zbrodnie wojenne podczas konfliktu zbrojnego w Strefie Gazy. (polskieradio.pl)
- Ostatni obraz van Gogha pt. „Spokojne Życie, Waza ze Stokrotkami i Makami” został sprzedany na aukcji w Nowym Jorku za 61,8 mln dolarów. (polskieradio.pl)

## 4 listopada
- Pięć osób zginęło, a dziewięć zostało rannych w ataku uzbrojonych napastników na wschodzie Arabii Saudyjskiej. (wp.pl)
- Państwo Islamskie uwolniło co najmniej 93 kurdyjskich cywilów porwanych w lutym 2014 roku, gdy przeprawiali się do irackiego Kurdystanu. (polskieradio.pl)
- W USA rozpoczęły się wybory do Kongresu, w których Amerykanie wybiorą ⅓ 100-osobowego składu Senatu i całą 435-osobową Izbę Reprezentantów. Odbędą się też wybory gubernatorów oraz do legislatur stanowych i lokalnych. (wp.pl)
- Włoska fizyczka Fabiola Gianotti została wybrana na szefa ośrodka badawczego CERN w Genewie. Jest to pierwsza kobieta na tym stanowisku. (polskieradio.pl)
- W Sachsenhausen odsłonięto pomnik poświęcony pamięci generała Stefana „Grota” Roweckiego. (polskieradio.pl)
- Papieskie Stowarzyszenie Pomoc Kościołowi w Potrzebie opublikowało raport: Wolność religijna w świecie. Raport 2014, według którego katolicy w Polsce są dyskryminowani. (www.aidtochurch.org, pkwp.org)

## 3 listopada
- W cieśninie Bosfor zatonęła łódź z nielegalnymi imigrantami, w wyniku czego zginęły co najmniej 24 osoby, a siedem udało się uratować. (wp.pl)
- W samobójczym ataku islamistów z Boko Haram w Nigerii zginęły co najmniej 32 osoby, a 119 zostało rannych. (polskieradio.pl)
- Przedstawiciele plemienia Al Bu Nimr w Iraku poinformowali, że fanatycy z Państwa Islamskiego zabili 36 członków ich plemienia. (polskieradio.pl)
- 35-letni Amerykanin Nik Wallendy przeszedł w Chicago po linie na wysokości niemal 200 m nad ziemią. (wp.pl)
- Chiny stworzyły laserowy system obrony przeciwko niewielkim samolotom bezzałogowym, latającym maksymalnie na wysokości 500 metrów i z prędkością 50 m/s. (wp.pl)
- Po ponad 13 latach formalnie działalność rozpoczęło 1 World Trade Center. (onet.pl)
- Polska znalazła się na 31 miejscu w globalnym rankingu dobrobytu (World Prosperity Index) obejmującym 142 kraje świata. (polskieradio.pl)

## 2 listopada
- W wyniku zamachu samobójczego na granicy Pakistanu z Indiami zginęło co najmniej 55 osób, a 120 zostało rannych. (wp.pl)
- 14 osób zginęło, a 32 zostały ranne w eksplozji ładunku wybuchowego w stolicy Iraku. (onet.pl)
- Według źródeł medycznych w walkach o libijskie miasto Benghazi w ciągu dwóch tygodni zginęły co najmniej 254 osoby. (polskieradio.pl)
- Napastnicy z materiałami wybuchowymi zaatakowali więzienie w środkowej Nigerii, uwalniając z niego co najmniej 50 więźniów. (wp.pl)
- Aleksandr Zacharczenko wygrał wybory na przewodniczącego samozwańczej Donieckiej Republiki Ludowej. (wp.pl)
- Korea Północna zakończyła budowę nowej łodzi podwodnej zdolnej w przyszłości do przenoszenia i wystrzeliwania balistycznych pocisków nuklearnych. (onet.pl)
- Polak Hubert Blejch pobił rekord Guinnessa w graniu na komputerze bez przerwy. Grał przez 5 dni, 21 godzin i 41 minut, w wyniku czego poprawił dotychczasowy rekord należący do Australijczyka Okana Kaya o 48 minut i 20 sekund. (polskieradio.pl)

## 1 listopada
- Dżihadyści z Państwa Islamskiego zabili co najmniej 85 członków plemienia Albu Nimr w prowincji Al-Anbar na zachód od stolicy Iraku. (tvn24.pl)
- W Nepalu zginęło co najmniej 10 osób, a 30 zostało rannych (12 w stanie krytycznym) w czołowym zderzeniu dwóch autobusów. (tvn24.pl)
- Nowa Komisja Europejska pod wodzą Luksemburczyka Jean-Claude’a Junckera formalne rozpoczęła swoje urzędowanie. (wp.pl)
- Zgodnie z traktatem lizbońskim zmianie uległ system głosowania w Radzie Unii Europejskiej. (wp.pl)
- W Irlandii kilkadziesiąt tysięcy ludzi demonstrowało przeciwko rządowym planom wprowadzenia liczników wody. (polskieradio.pl)
- Według raportu ONZ w konflikcie na wschodzie Ukrainy zginęło ponad 4 tys. osób. (polskieradio.pl)